# Thorogobius ephippiatus
Thorogobius ephippiatus es una especie de peces de la familia de los Gobiidae en el orden de los Perciformes.

## Morfología
Los machos pueden llegar a alcanzar los 13 cm de longitud total.

## Reproducción
La hembra es capaz de poner 12.000 huevos. 

## Alimentación
Come crustáceos (copépodos, anfípodos y decápodos), poliquetos, gasterópodos y algas. 

## Hábitat
Es un pez de Mar y, de clima templado y demersal que vive entre 6-40 m de profundidad.

## Distribución geográfica
Se encuentra en el Atlántico oriental (desde Skagerrak hasta  Madeira e Islas Canarias) y el Mediterráneo. 

## Observaciones
Es inofensivo para los humanos. 